# Biserica de lemn din Șoimi
Biserica de lemn din Șoimi se află în localitatea omonimă din județul Bihor. Biserica a fost ridicată cel mai probabil spre sfârșitul secolului al XVIII-lea. Este una din puținele biserici de lemn ridicate în căței rămase în satele dinspre Câmpia de vest. Se află pe noua listă a monumentelor istorice sub codul LMI:  BH-II-m-B-01209.

## Istoric
În conscrierea bisericilor din districtul Orăzii din anul 1786 în Șoimi nu era menționată nici o biserică. Biserica de lemn din Șoimi a fost ridicată cel mai probabil spre sfârșitul secolului 18. Urmele de pictură păstrate pe iconostas pot fi datate din prima jumătate a secolului 19 și păstrează fragmente dintr-o inscripție de evocare a ctitorilor. Acestea sunt scrise în limba română cu grafie chirilică și se poate citi întâi: „Acest lucru lau plătit Todor, Crăciun, Onuțu, Flore ...”, apoi: „supt parohul locului Gheorghe, Ioan chitor, Crăciun sfăt ...”.

## Trăsături
Biserica este ridicată în căței, cu pari prinși între căței, acoperită în întregime cu pământ pe exterior. 

## Imagini

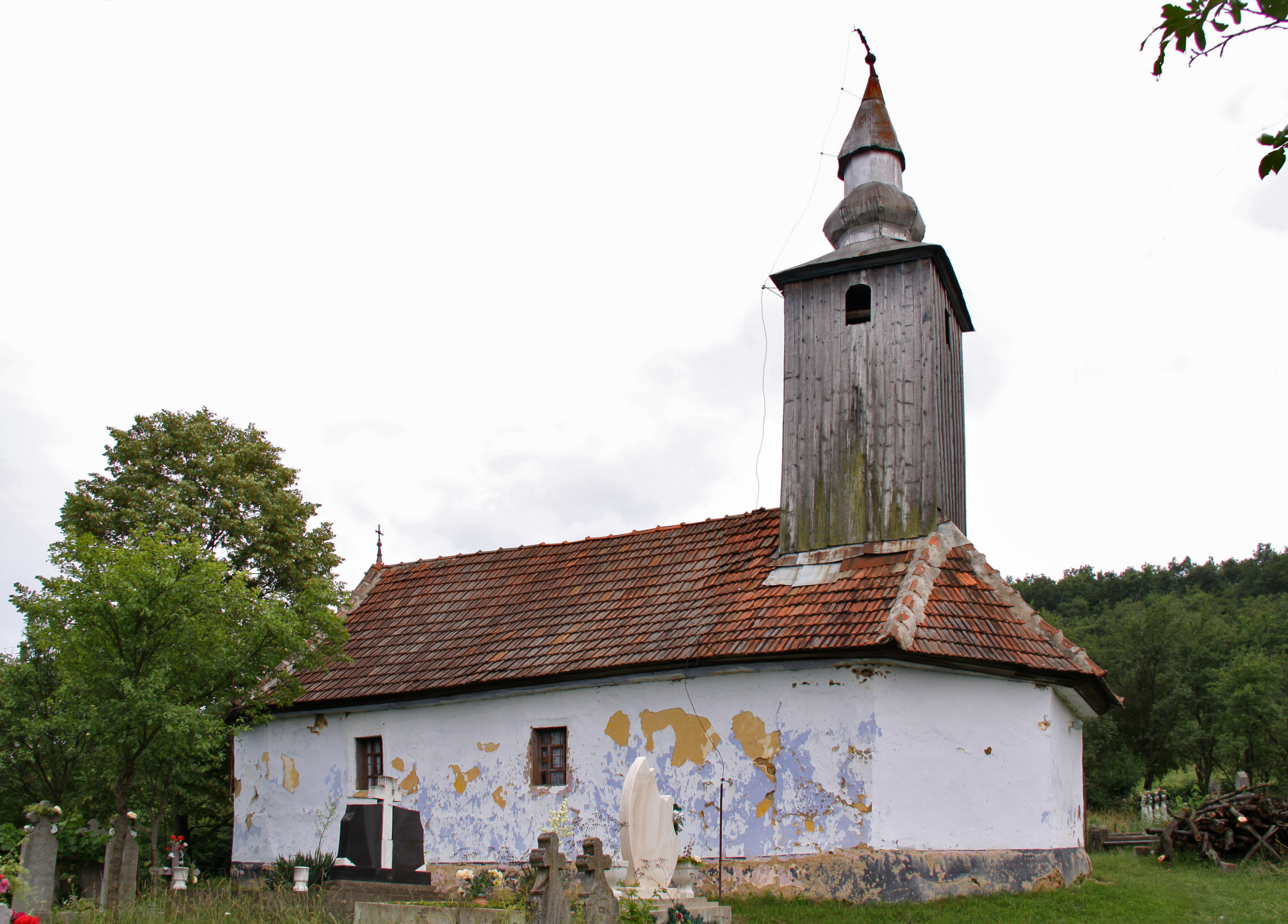
nord-vest
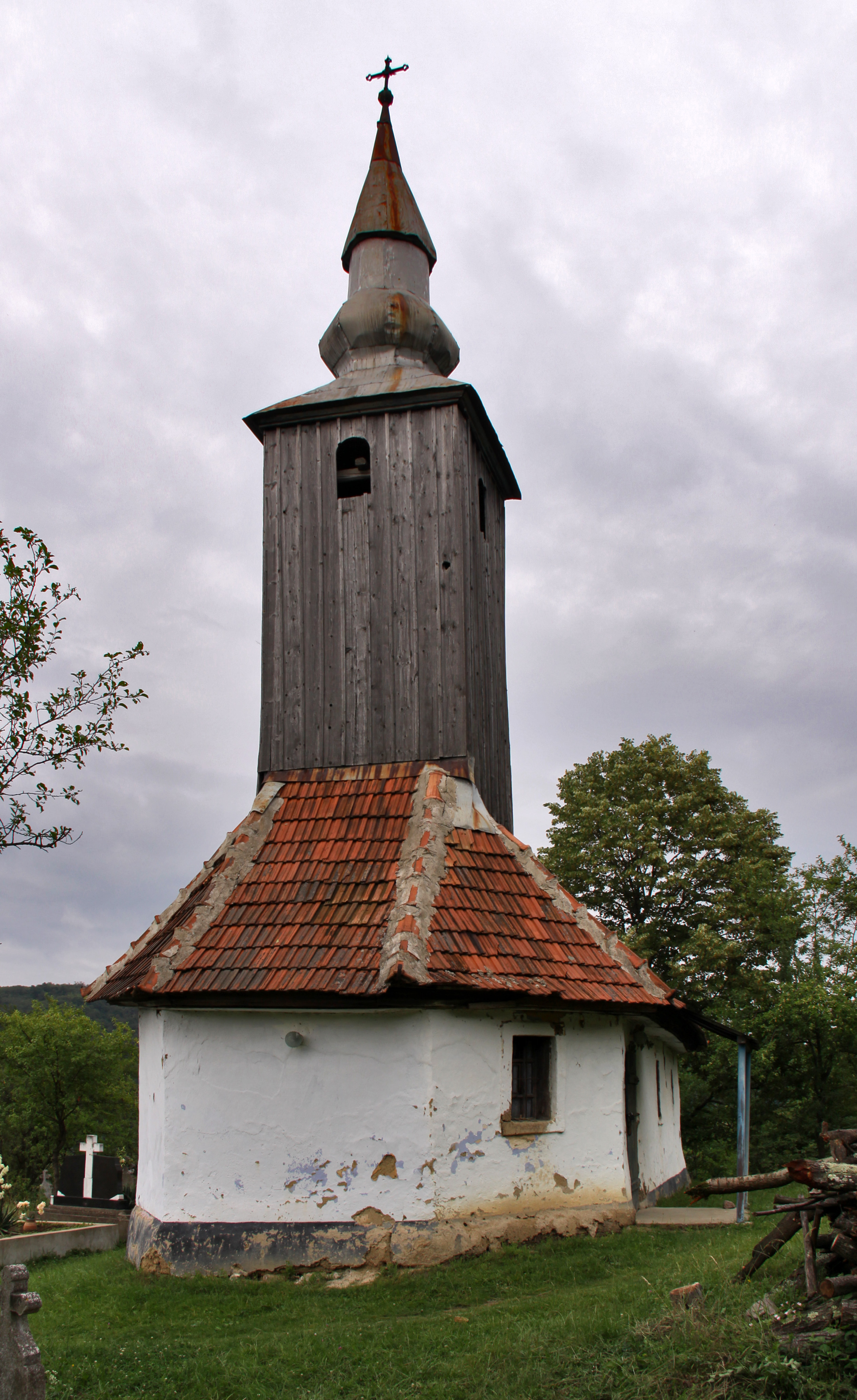
apus
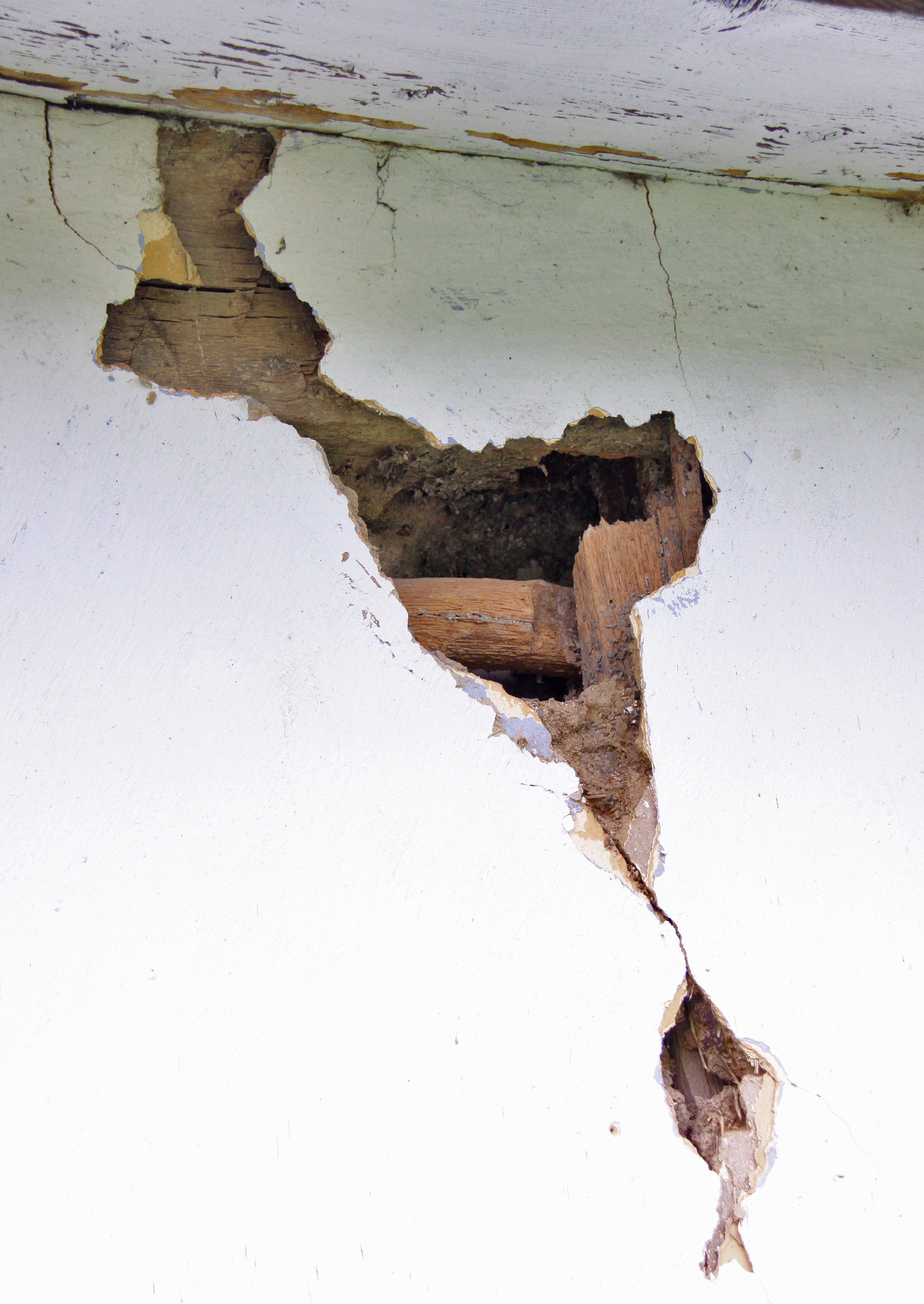
structura pe stâlpi
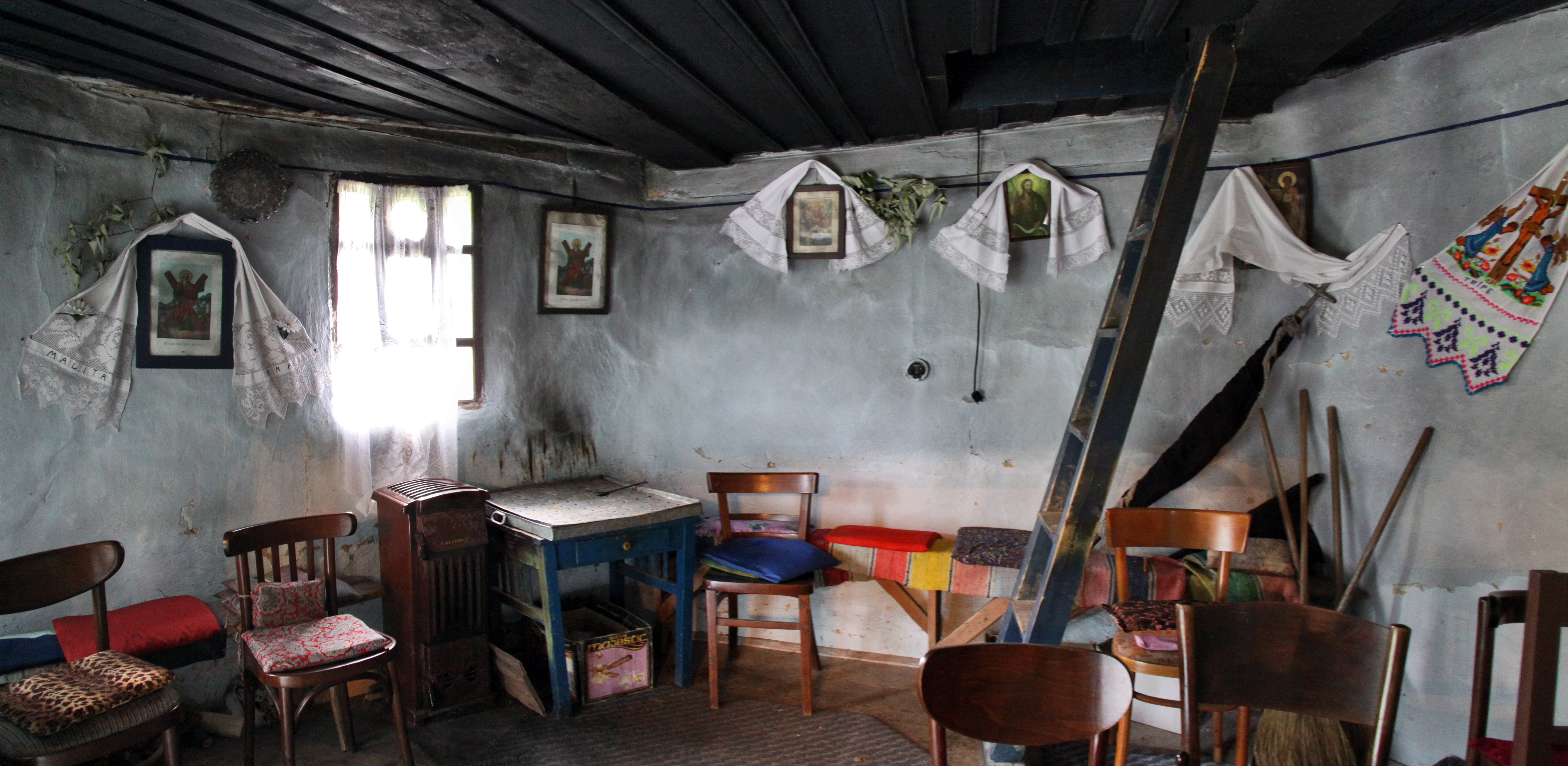
tinda
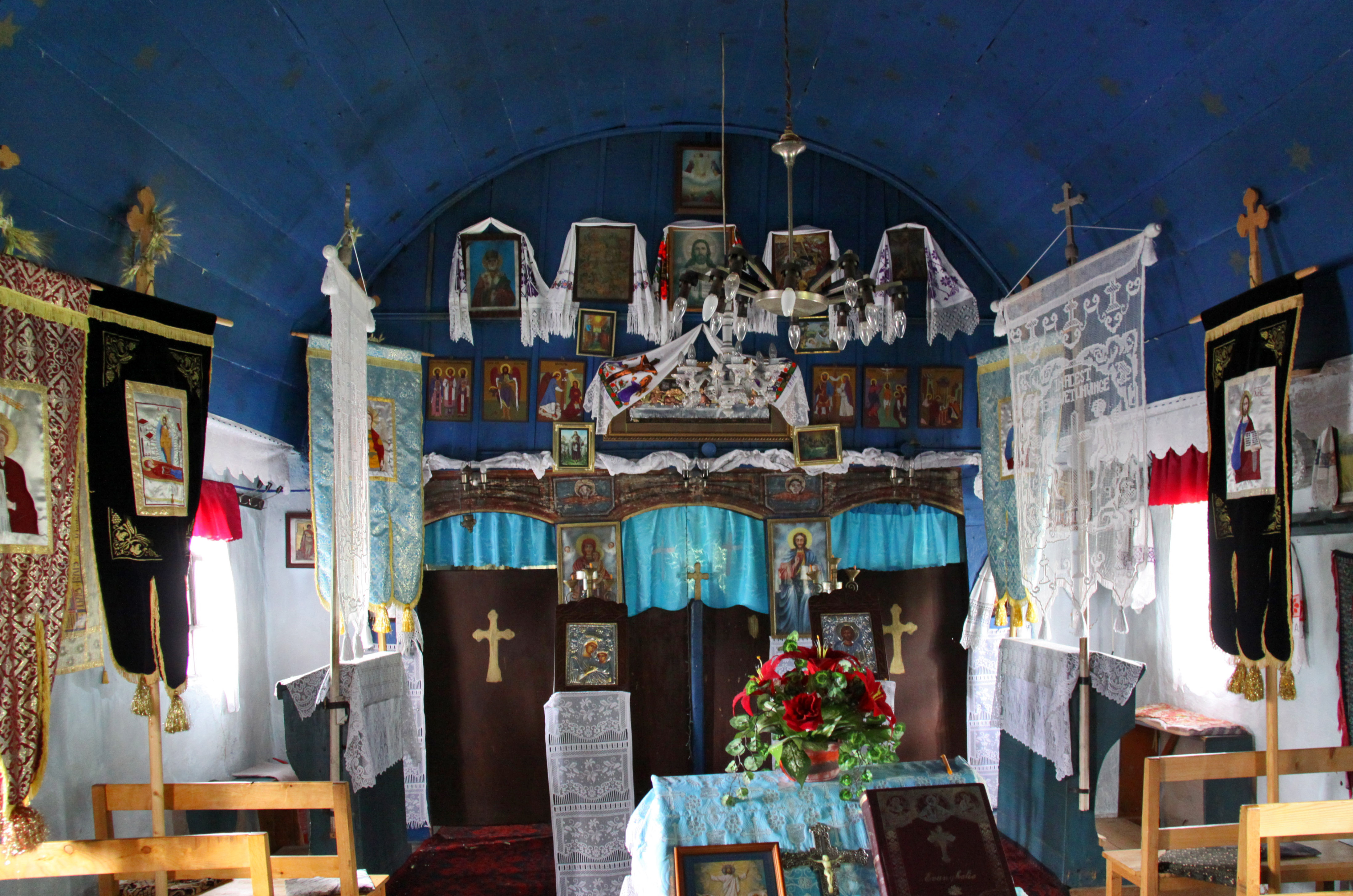
iconostas
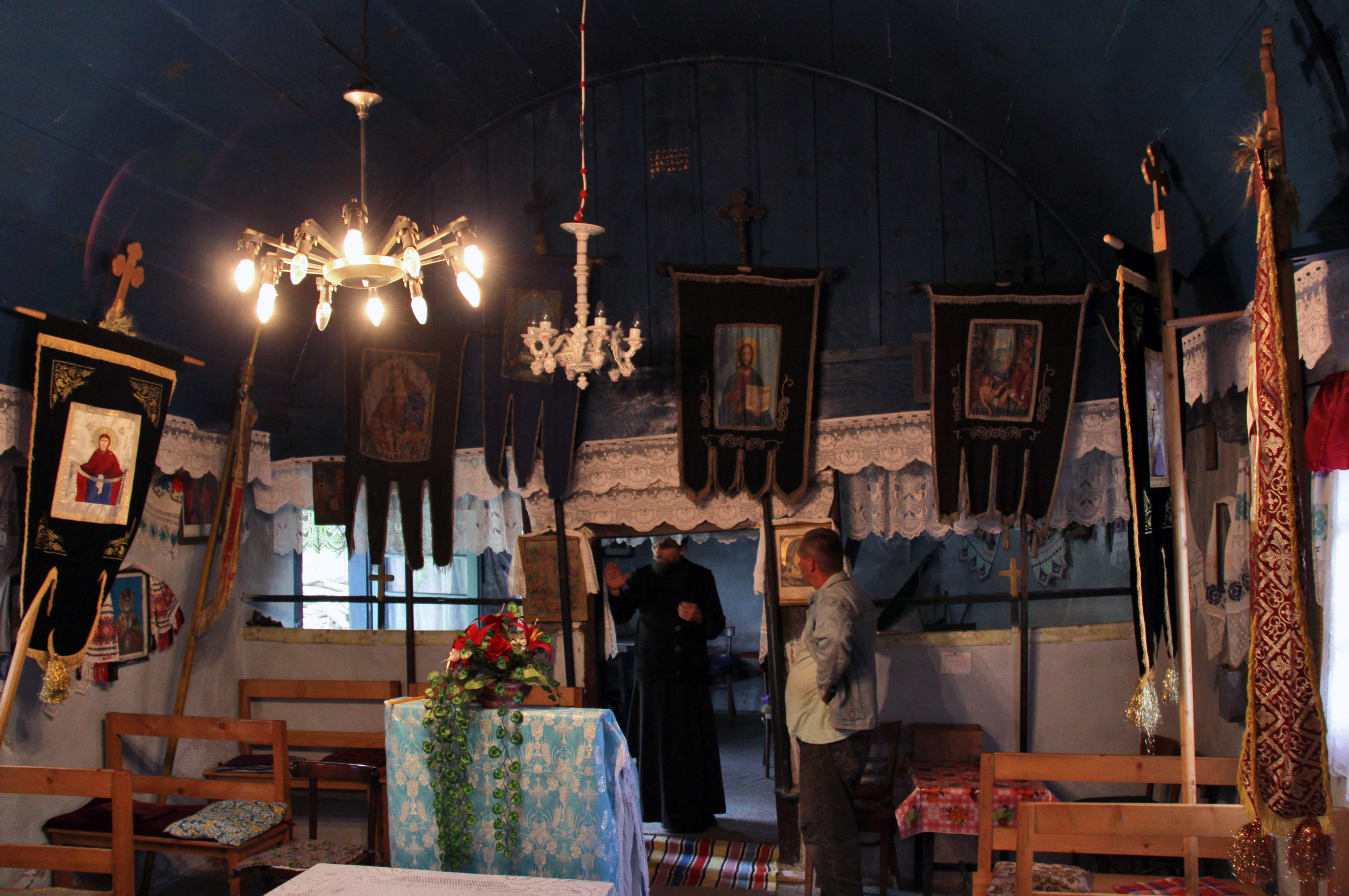
în navă
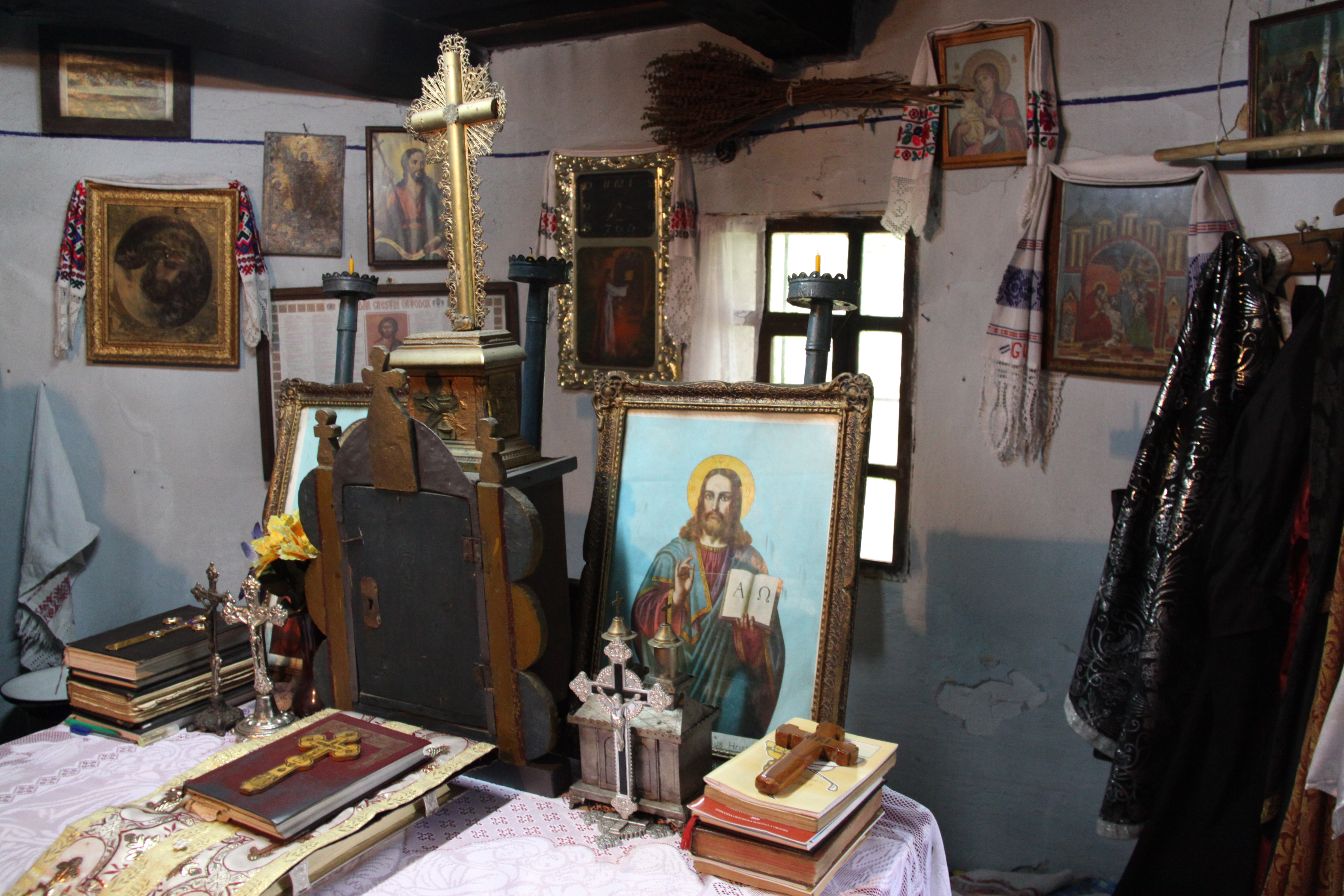
altar
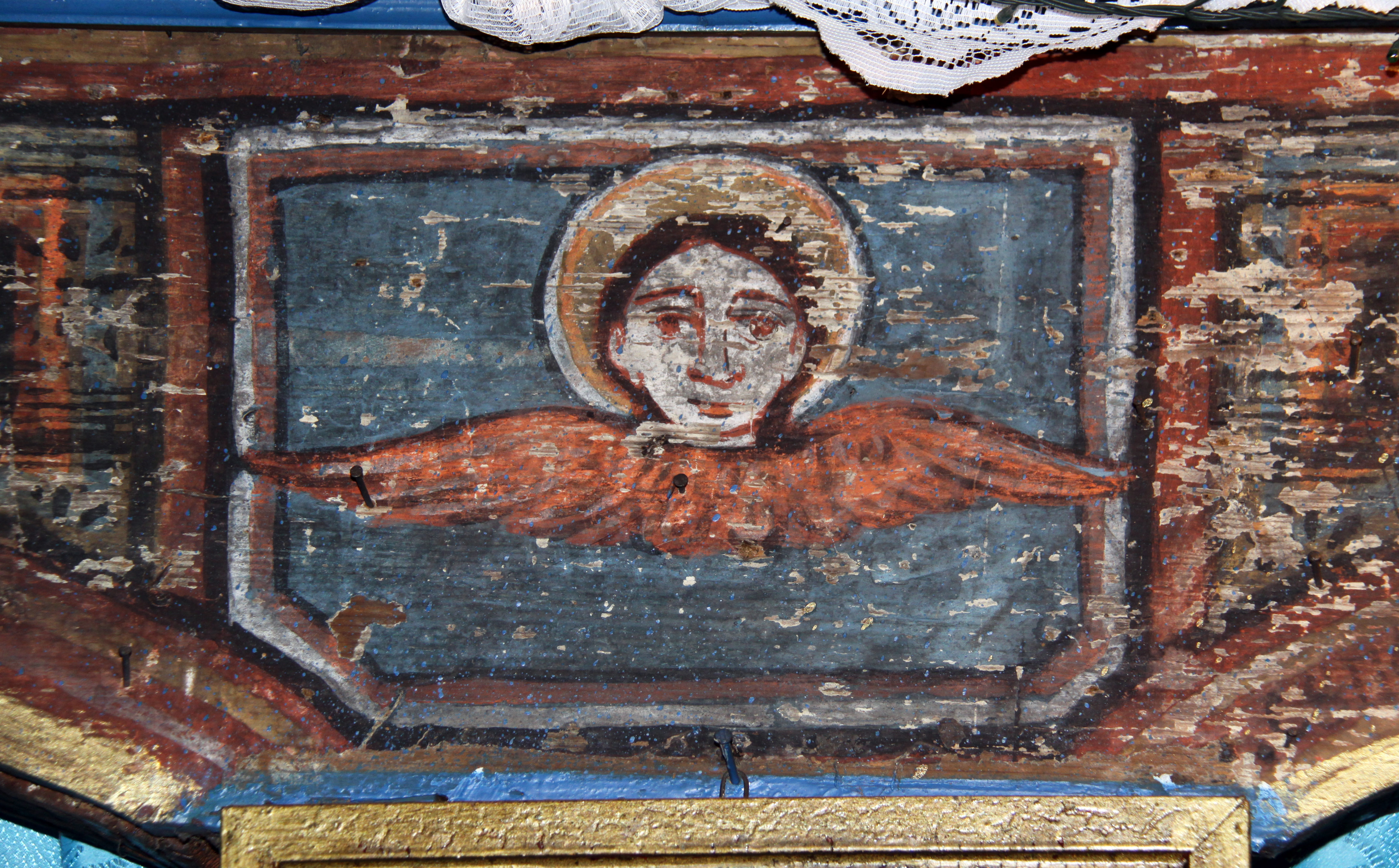
imagine pe iconostas
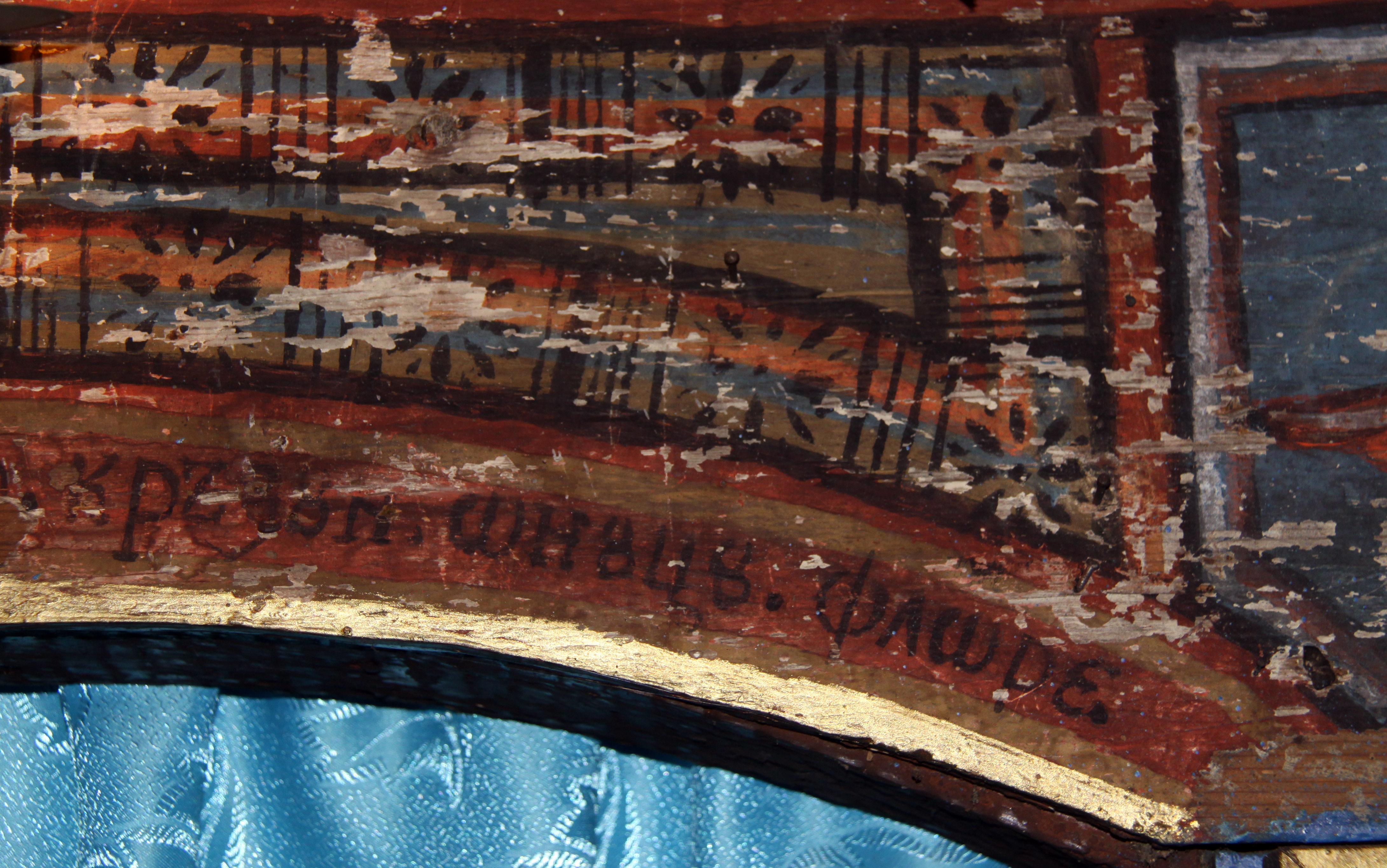
inscripție pe iconostas